# Pseudogobiopsis tigrellus
Pseudogobiopsis tigrellus е вид лъчеперка от семейство Попчеви (Gobiidae).

## Разпространение
Видът е ендемичен за река Мамберамо в Индонезия.